# Артуро Маркез
Артуро Маркез (шп. Arturo Márquez; рођен 20. децембра 1950. у Аламосу, Сонора) је познати мексички композитор оркестарске музике. Познат је по коришћењу музичких форми и мотива родног Мексика. Потекао је из породице са музичком традицијом.
Његова музика је постала међународно позната када је раних 1990-их компоновао серију дансона (Danzónes) инспирисану музиком Кубе и Веракруза у Мексику. Најпознатији од њих је дансон број 2 (Danzón no. 2) из 1994. Ово дело је наручио Национални аутономни универзитет Мексика, на коме Артуро данас ради. 
Веома је популаран у Латинској Америци, а његов репертоар изводе и оркестри у Европи и Северној Америци. 